# Souleyman Doumbia
Ne doit pas être confondu avec Souleymane Doumbia.
Pour les articles homonymes, voir Doumbia.
Souleyman Doumbia, né le 24 septembre 1996 à Paris, est un footballeur international ivoirien qui joue au poste de latéral gauche au Charlotte FC, en prêt du Standard de Liège.

## Biographie

### Carrière en club
Doumbia fait partie de l'académie du Paris Saint-Germain de 2009 à 2016. Lors de l'été 2016, il part dans un club de Serie B, le FC Bari 1908, où il fait ses débuts professionnels le 22 octobre, lors d'un match contre Trapani.
Le 31 janvier 2017, Doumbia est prêté en Serie B au LR Vicence Virtus. 

#### Grasshopper Zurich et Stade rennais
Après une saison et demie passée en Suisse au Grasshopper Club Zurich, il signe en janvier 2019 un contrat de trois ans et demi avec le Stade rennais.

#### Angers
Après un prêt à Angers en 2020, il s'engage jusqu'en 2023 avec le Angers SCO,.

#### Standard de Liège
Sans club depuis le 1er juillet 2023, il signe en janvier 2024 au Standard de Liège en Belgique pour un contrat d'un an et demi jusqu’en 2025, option comprise. Rapidement, il figure dans le onze de base, étant l'une des rares satisfactions du club principautaire à la fin du championnat. En avril 2024, le Standard lève l'option et prolonge son contrat jusqu'en juin 2026.

#### Prêt au Charlotte FC
Moins utilisé lors du championnat de Belgique 2024-2025, il fait l'objet d'un prêt au club américain de Charlotte Football Club (Major League Soccer) du 12 mars au 31 décembre 2025.

### Carrière internationale
Doumbia est né en France de parents d'origine ivoirienne. Il est d'abord appelé pour représenter les moins de 20 ans de Côte d'Ivoire lors du tournoi de Toulon 2015. Il débute également avec les moins de 23 ans ivoiriens lors d'une défaite 5-1 contre les moins de 21 ans français.
Le 24 juin 2019, il fait ses débuts en équipe de Côte d'Ivoire en jouant quelques minutes lors de la Coupe d'Afrique des nations de football 2019 contre l'Afrique du Sud (victoire 1-0).

### Musique
Souleyman est en outre le créateur et président de la société Never Give Up Productions, basée à Rennes et promouvant les jeunes artistes musicaux, comme le rappeur Kerchak.

## Statistiques détaillées

### En club
| Saison                | Club                           | Championnat           | Championnat | Championnat | Coupe nationale | Coupe nationale | Coupe de la Ligue | Coupe de la Ligue | Compétition(s) continentale(s) | Compétition(s) continentale(s) | Compétition(s) continentale(s) | Total | Total |
| Saison                | Club                           | Division              | M.          | B.          | M.              | B.              | M.                | B.                | Comp.                          | M.                             | B.                             | M.    | B.    |
| 2016-2017             | FC Bari 1908                   | Serie B               | 5           | 0           | 0               | 0               | -                 | -                 | -                              | -                              | -                              | 5     | 0     |
| Sous-total            | Sous-total                     | Sous-total            | 5           | 0           | 0               | 0               | -                 | -                 | -                              | -                              | -                              | 5     | 0     |
| 2016-2017             | LR Vicence Virtus (prêt)       | Serie B               | 3           | 0           | 0               | 0               | -                 | -                 | -                              | -                              | -                              | 3     | 0     |
| Sous-total            | Sous-total                     | Sous-total            | 3           | 0           | 0               | 0               | -                 | -                 | -                              | -                              | -                              | 3     | 0     |
| 2017-2018             | Grasshopper Club Zurich (prêt) | Super League          | 32          | 0           | 4               | 0               | -                 | -                 | -                              | -                              | -                              | 36    | 0     |
| 2018-2019             | Grasshopper Club Zurich        | Super League          | 15          | 0           | 1               | 0               | -                 | -                 | -                              | -                              | -                              | 16    | 0     |
| Sous-total            | Sous-total                     | Sous-total            | 47          | 0           | 5               | 0               | -                 | -                 | -                              | -                              | -                              | 52    | 0     |
| 2018-2019             | Stade rennais FC               | Ligue 1               | 7           | 0           | 2               | 0               | 0                 | 0                 | C3                             | 0                              | 0                              | 9     | 0     |
| 2019-2020             | Stade rennais FC               | Ligue 1               | 1           | 0           | 0               | 0               | 0                 | 0                 | C3                             | 2                              | 0                              | 3     | 0     |
| Sous-total            | Sous-total                     | Sous-total            | 8           | 0           | 2               | 0               | 0                 | 0                 | -                              | 2                              | 0                              | 12    | 0     |
| 2019-2020             | Angers SCO (prêt)              | Ligue 1               | 5           | 0           | 0               | 0               | 0                 | 0                 | -                              | -                              | -                              | 5     | 0     |
| 2020-2021             | Angers SCO                     | Ligue 1               | 28          | 0           | 0               | 0               | -                 | -                 | -                              | -                              | -                              | 28    | 0     |
| 2021-2022             | Angers SCO                     | Ligue 1               | 6           | 0           | 0               | 0               | -                 | -                 | -                              | -                              | -                              | 6     | 0     |
| Sous-total            | Sous-total                     | Sous-total            | 39          | 0           | 0               | 0               | -                 | -                 | -                              | -                              | -                              | 39    | 0     |
| Total sur la carrière | Total sur la carrière          | Total sur la carrière | 102         | 0           | 7               | 0               | 0                 | 0                 | -                              | 2                              | 0                              | 111   | 0     |